# Masukwane
Masukwane – wieś w Botswanie w dystrykcie North East. Według spisu ludności z 2011 roku wieś liczyła 630 mieszkańców.